# Glenea bimaculipennis
Glenea bimaculipennis là một loài bọ cánh cứng trong họ Cerambycidae.